# جف فان مرهاخه
جف فان مرهاخه (انگلیسی: Jef Van Meirhaeghe؛ زادهٔ ۲۳ ژانویهٔ ۱۹۹۲) دوچرخه‌سوار اهل بلژیک است.
از باشگاه‌هایی که در آن بازی کرده‌است می‌توان به اسپورت فلاندر-بالوزه اشاره کرد.